# Seibu Dome
Le Seibu Dome (西武ドーム, Seibu Dōmu) est un stade de baseball situé à Tokorozawa dans la préfecture de Saitama au Japon. C'est le stade de Saitama Seibu Lions du Championnat du Japon de baseball depuis la saison 1979.
Le toit du stade couvre l'ensemble du terrain et les tribunes, mais il n'y a pas de murs en haut des tribunes pour permettre une aération naturelle du terrain. Les coups de circuit peuvent ainsi sortir du stade, ce qui est impossible dans d'autres stades couverts. Le seul autre exemple de stade de baseball couvert avec des ouvertures est le Safeco Field de Seattle aux États-Unis.

## Histoire
La construction du stade est achevée pour l'ouverture de la saison 1979 du championnat du Japon de baseball après le déménagement de l'équipe des Lions de Fukuoka vers Tokorozawa. Le Seibu Lions Stadium (西武ライオンズ球場, Seibu Raionzu Kyūjō) est ensuite équipé d'un toit après deux phases de travaux : la première phase a lieu après la saison 1997 et la deuxième après la saison 1998. Au début de la saison 1998, le stade est renommé Seibu Dome alors même que le toit n'est pas encore terminé.
Le 1er mars 2005, le stade est renommé Invoice Seibu Dome après l'achat des droits d'appellation du stade pour deux saisons par la société de téléphonie Invoice Inc.. Le 1er janvier 2007, le groupe Goodwill signe un contrat d'appellation du stade en Goodwill Dome (グッドウィルドーム, Guddowiru Dōmu) pour cinq années.
Depuis le 1er mars 2017, le stade est renommé MetLife Dome (メットライフドーム, Mettoraifu Dōmu) pour une durée de 5 ans.

## Dimensions
- Left Field (Champ gauche) - 100 mètres
- Center Field (Champ centre) - 122 mètres
- Right Field (Champ droit) - 100 mètres

## Transports
Le stade est desservi par la gare de Seibu-Kyūjō-mae de la compagnie Seibu.

## Galerie

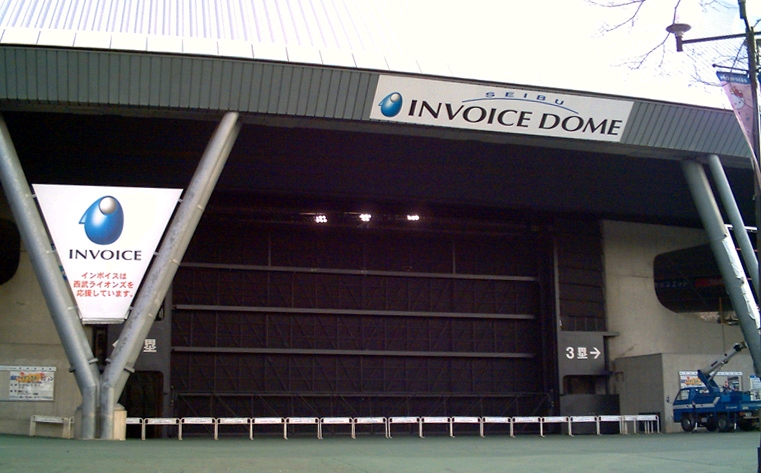
Entrée du Invoice Seibu Dome (2006)
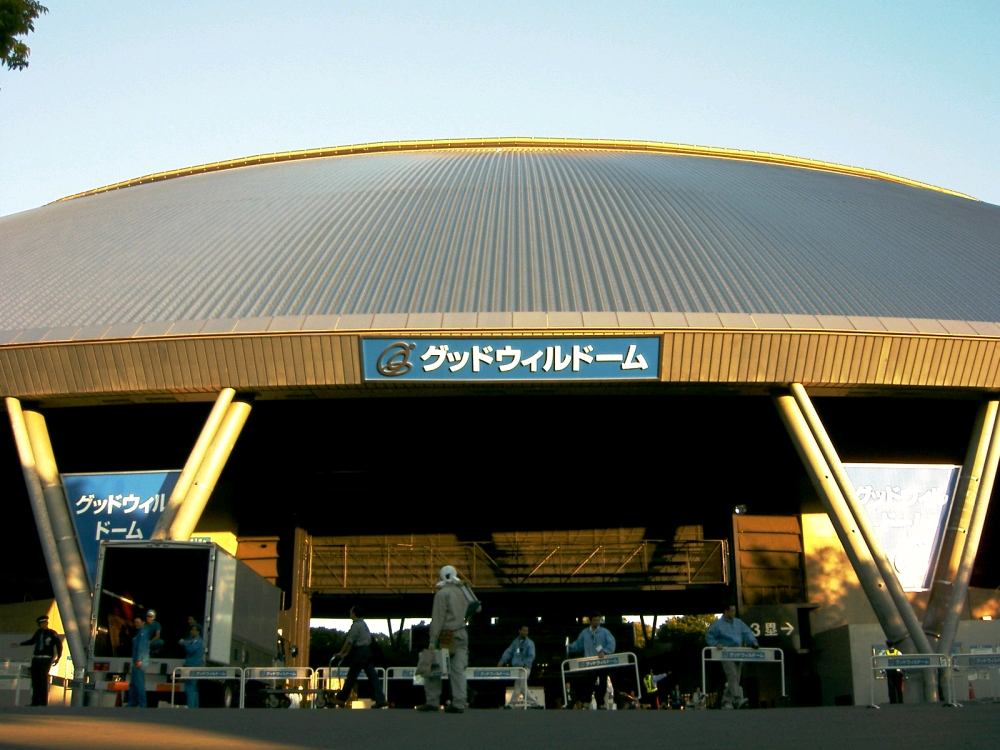
Entrée du Goodwill Dome (2007)
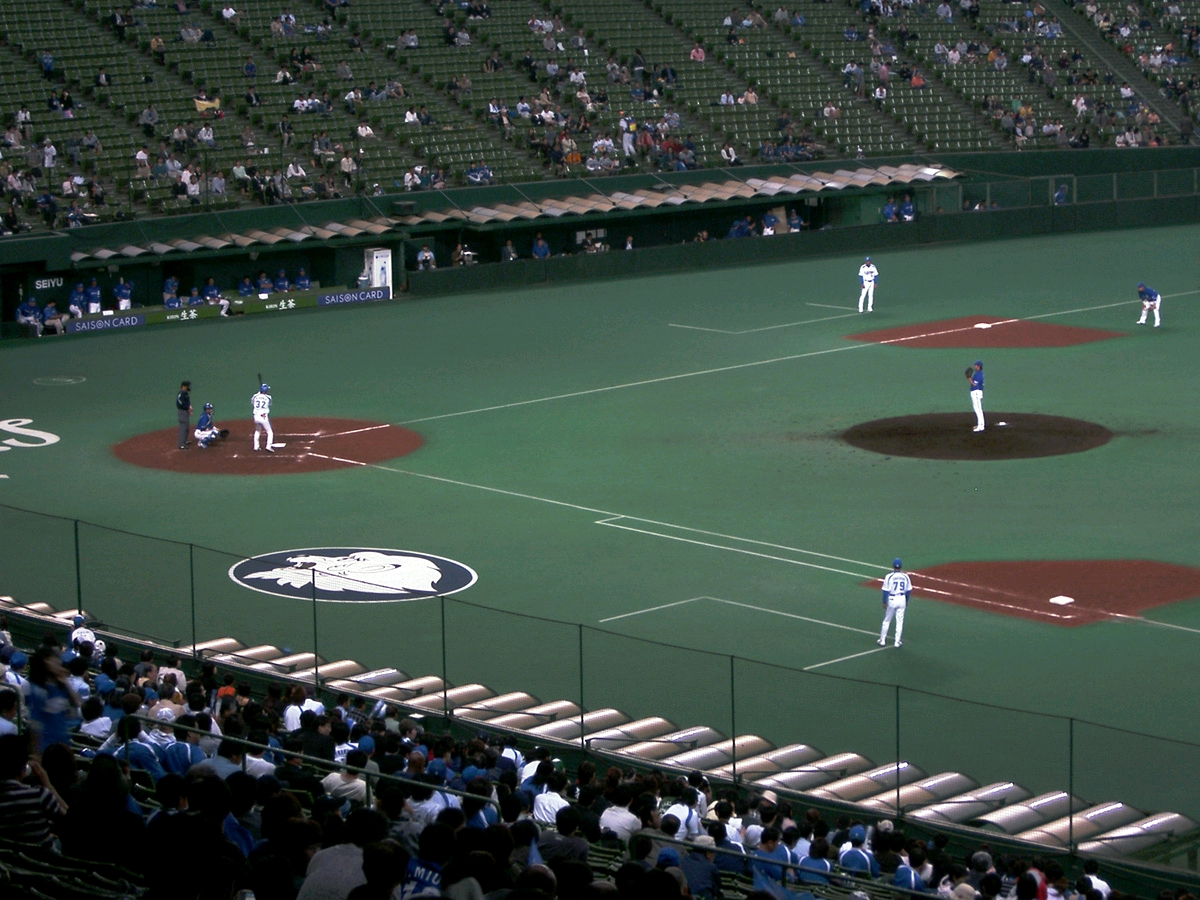
Match des Lions (2007)
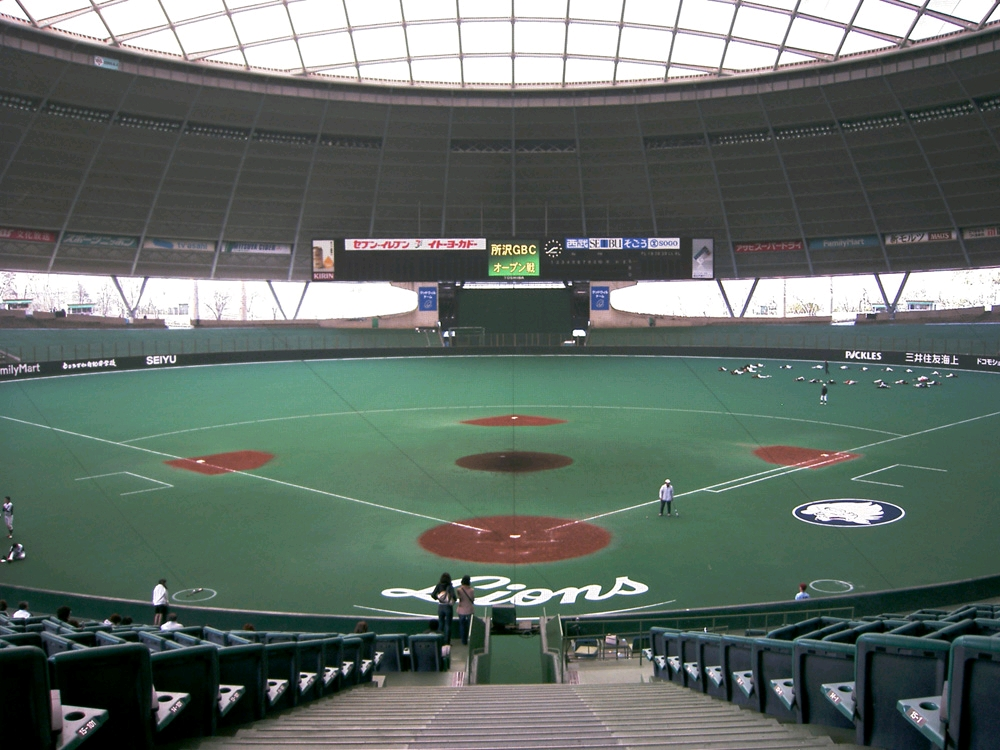
Pelouse artificielle